# باش‌کیف (قره‌عیسی‌لی)
باش‌کیف (به ترکی استانبولی: Başkıf) یک منطقهٔ مسکونی در ترکیه است که در کارایسالی واقع شده‌است.